# Université des Andes (Colombie)
Pour les articles homonymes, voir Université des Andes.
L'université des Andes (en espagnol : Universidad de los Andes) est une université privée située à Bogota en Colombie. Fondée en 1948 par Mario Laserna Pinzón, Alberto Lleras Camargo et d'autres, avec l'idée de former une élite pionnière académique et technique. On estime qu'en 2009 il y a 15 750 étudiants, plus de 1 000 enseignants, ainsi que 28 programmes de premier cycle et 76 diplômes répartis dans les facultés de l'université.

## Personnalités liées à l'université
- Catalina Botero
- Daniela Galindo Bermúdez
- Gabriela Tafur
- Juan Arbelaez, chef cuisinier colombien établi en France[1]